# Huddinge kommunalhus

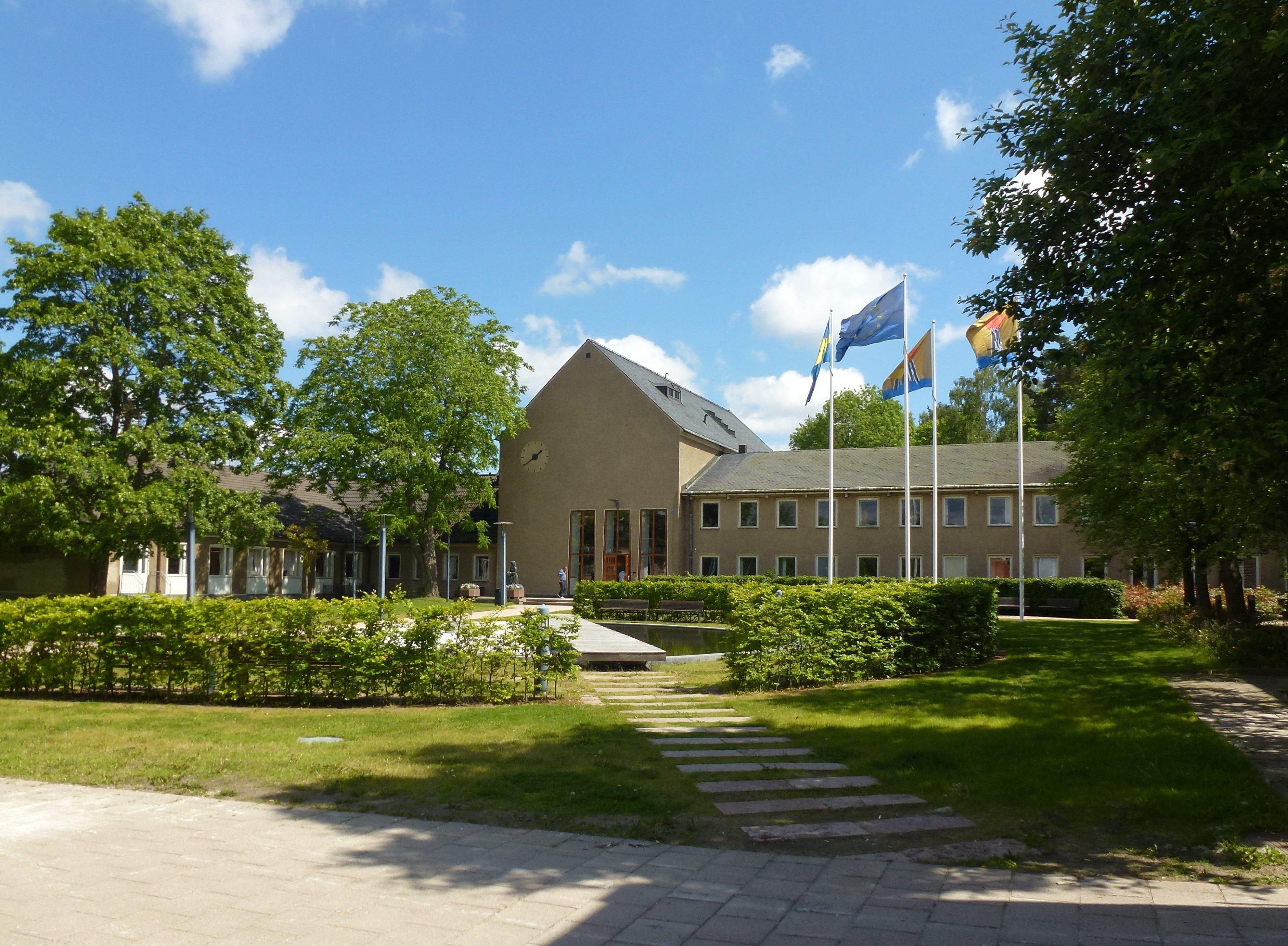
Huddinge kommunalhus, juni 2012.

Huddinge kommunalhus är en byggnad belägen vid Kommunalvägen 28 i Huddinge kommun, inte långt från Huddinge centrum. Den äldre delen av anläggningen stod klar 1948 och den nyare i slutet av 1960-talet, arkitekt för byggnaden var Sture Frölén.

## Historik

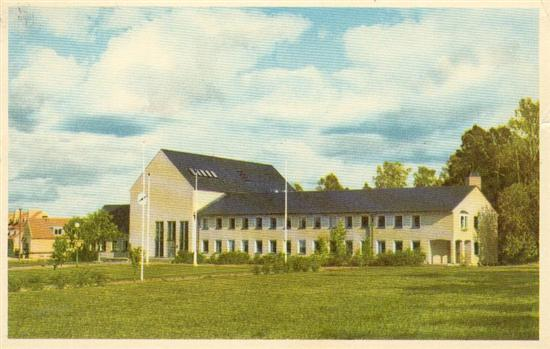
Kommunalhuset 1958.

Redan på 1930-talet, alltså långt innan Huddinge kommun bildades i dess nuvarande form, diskuterades behovet av ett modernt förvaltningshus. En arkitekttävling utlystes som resulterade i 43 förslag. Första pris gick till Sture Frölén med sitt förslag "Perhaps". Motiveringen var att Frölén hade tagit vara på områdets karaktär och att byggnaden hade "måttfulla fasader".
Andra världskriget fördröjde bygglov och byggarbetena och först 1945 startades bygget av Huddinge kommunalhus, som stod klart 1948. Den första etappen var beräknad för en folkmängd på 25 000 invånare. Först klar blev sessionssalen med väggmålningar av Sven X:et Erixson.
Komplexet består av flera byggnadskroppar med olika höjd och olika riktning. Den högsta byggnadsdelen med sina höga fönster och sin höga gavel mot Kommunalvägen innehåller sessionssalen. I den lägre delen, även den byggd efter Fröléns ritningar, finns bland annat kommunens huvudbibliotek som invigdes 1966. Fasadarkitekturen är stram modernistisk och typisk för Frölén. De slätputsade fasaderna har en beige kulör. Taken är täckta med skifferplattor respektive taktegel. Interiört märks den luftiga huvudtrappan med karikatyrer av Ewert Karlsson. Utanför entrén står bronsskulpturen "Flicka med fruktkorg" skapad av Bror Hjorth år 1951.
Samtidigt med biblioteksbyggnaden utökades anläggningen i slutet av 1960-talet mot sydväst genom två kvadratiska kontorsbyggnader i två våningar. Även här var Frölén arkitekt, men han valde en helt annan arkitektur än för ursprungsbyggnaden, nämligen platta tak, fönsterband och fasader klädda med rundhugget Mexitegel.

## Bilder

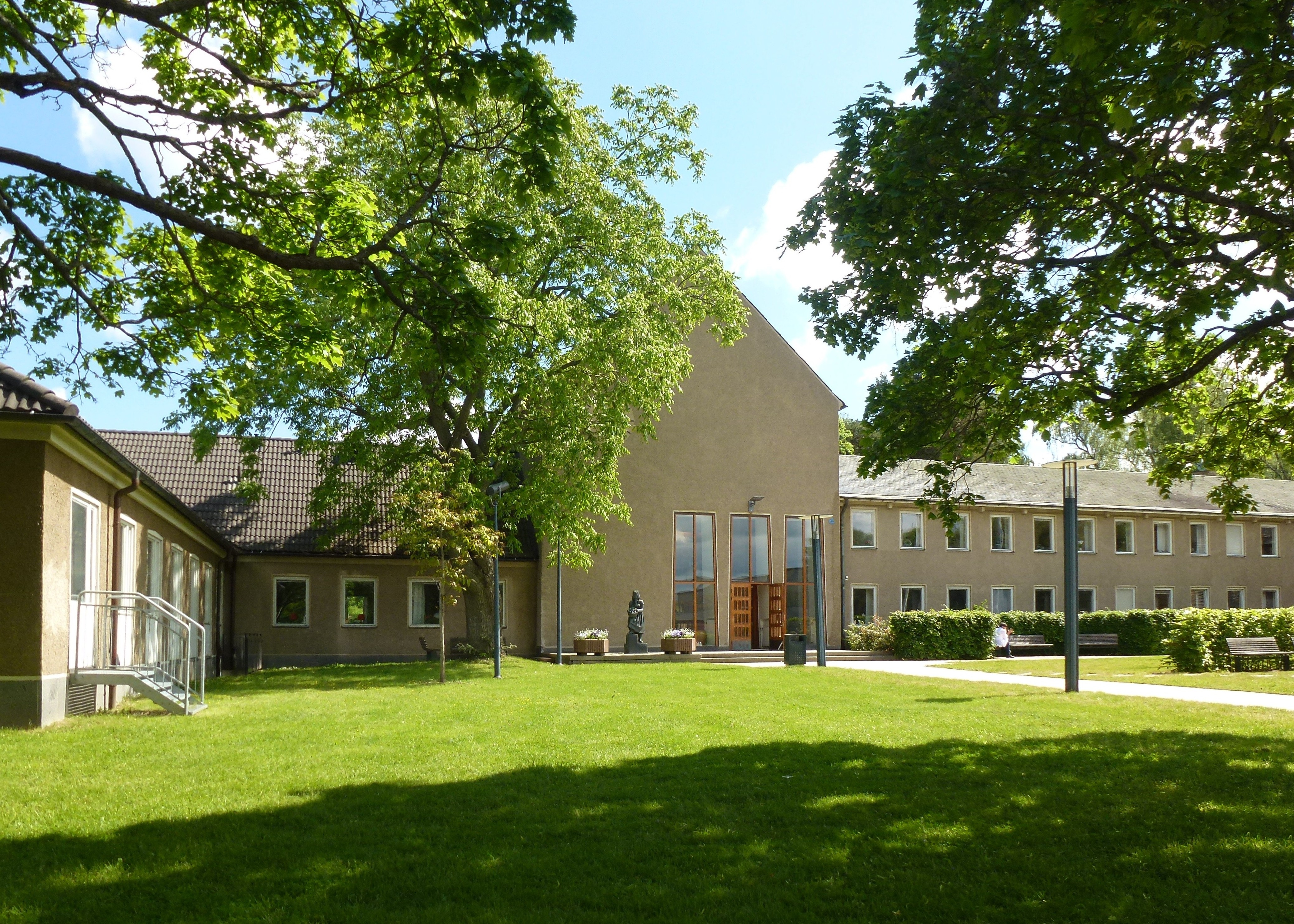
Kommunalhuset 2012
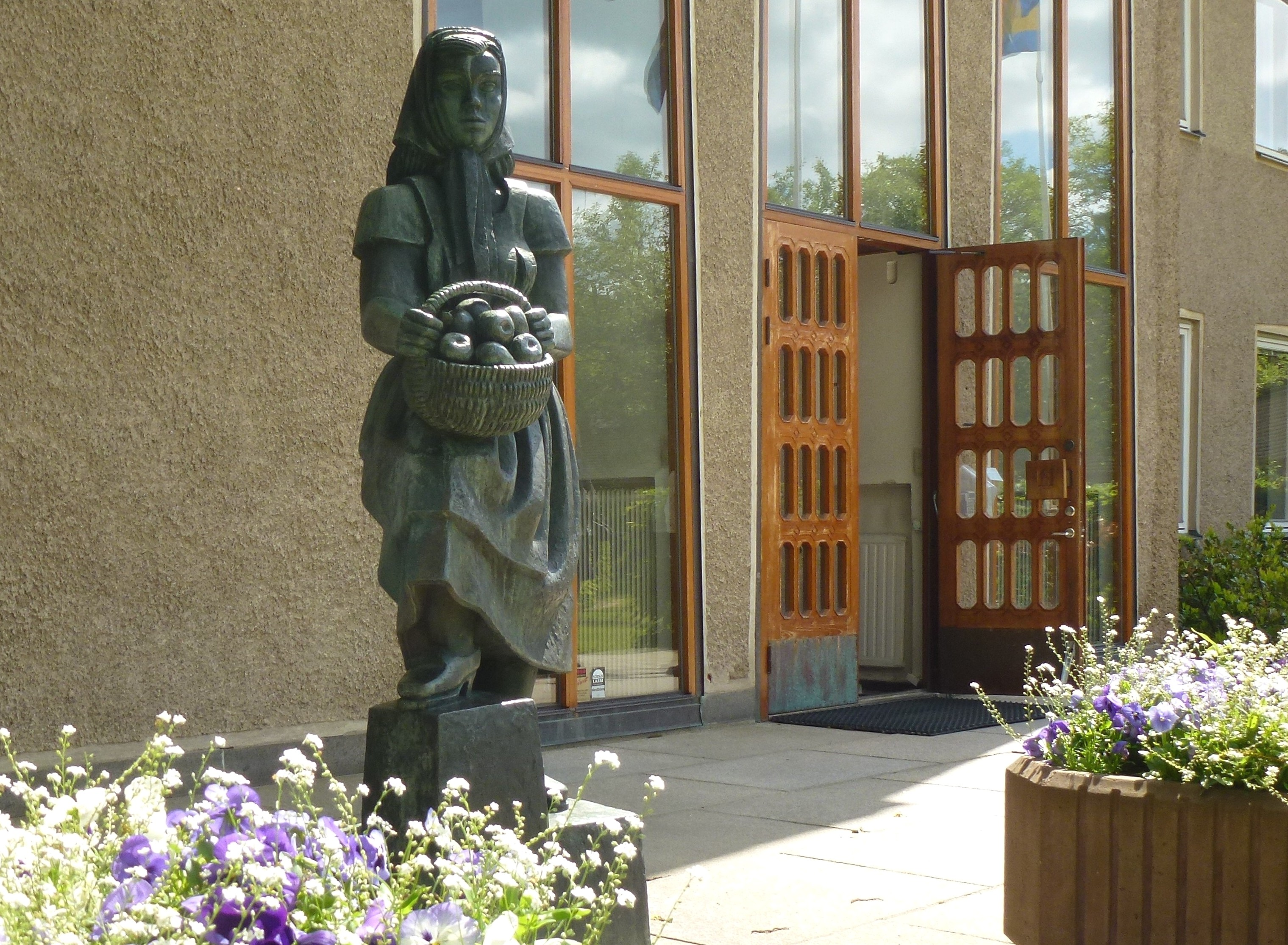
Entrén och "Flicka med fruktkorg"
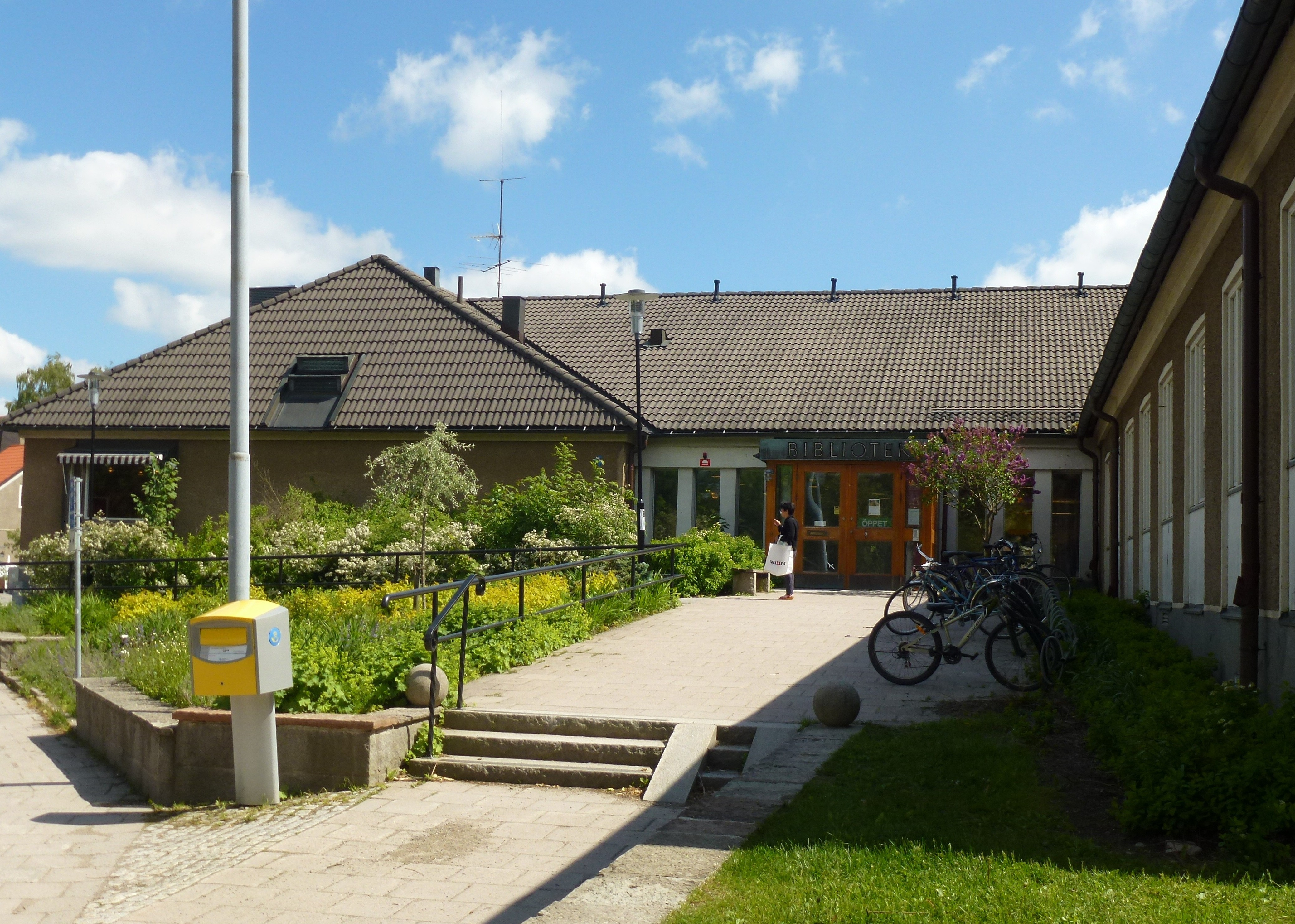
Biblioteket, entré
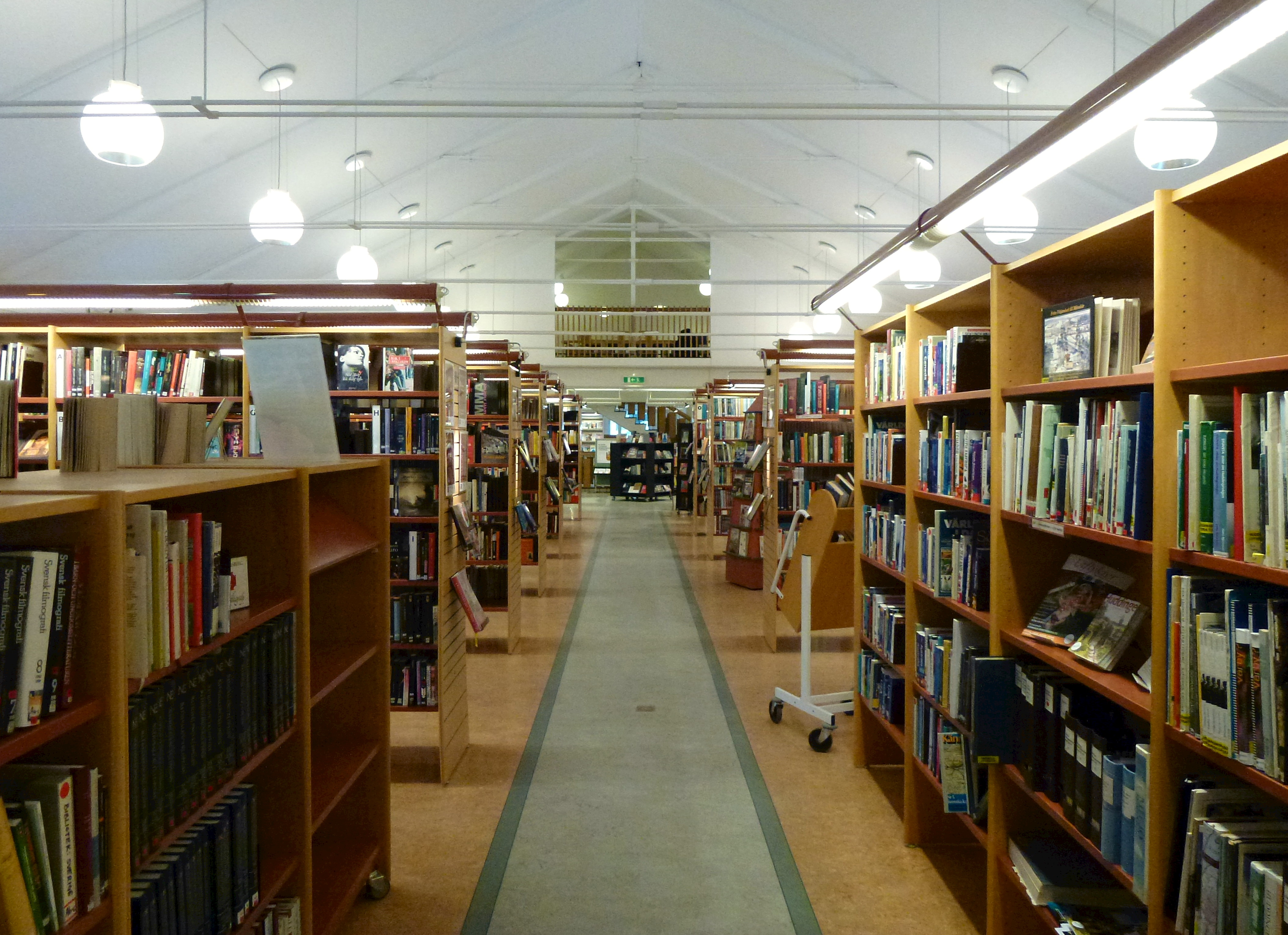
Biblioteket, interiör
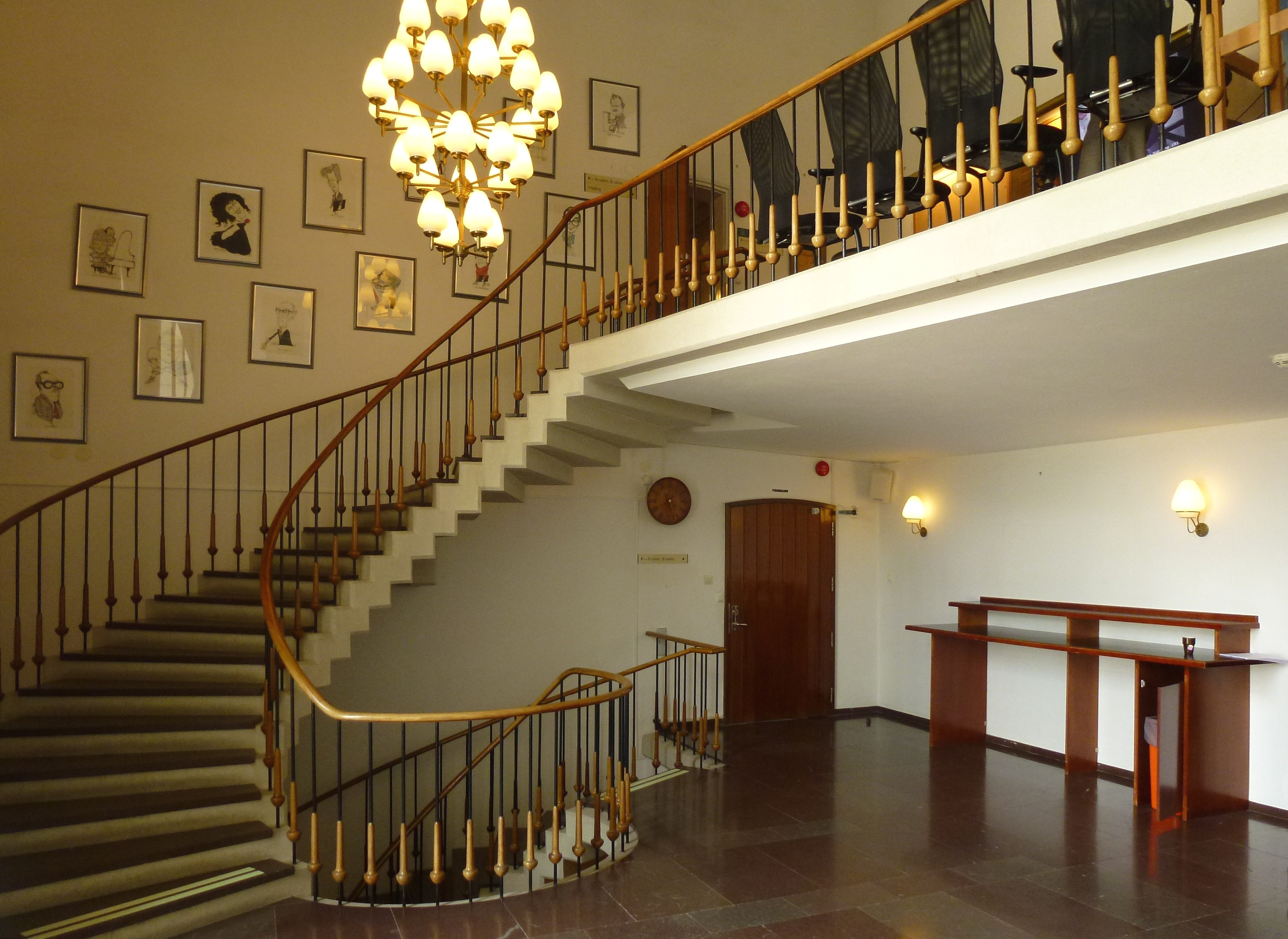
Trapphuset med huvudtrappan
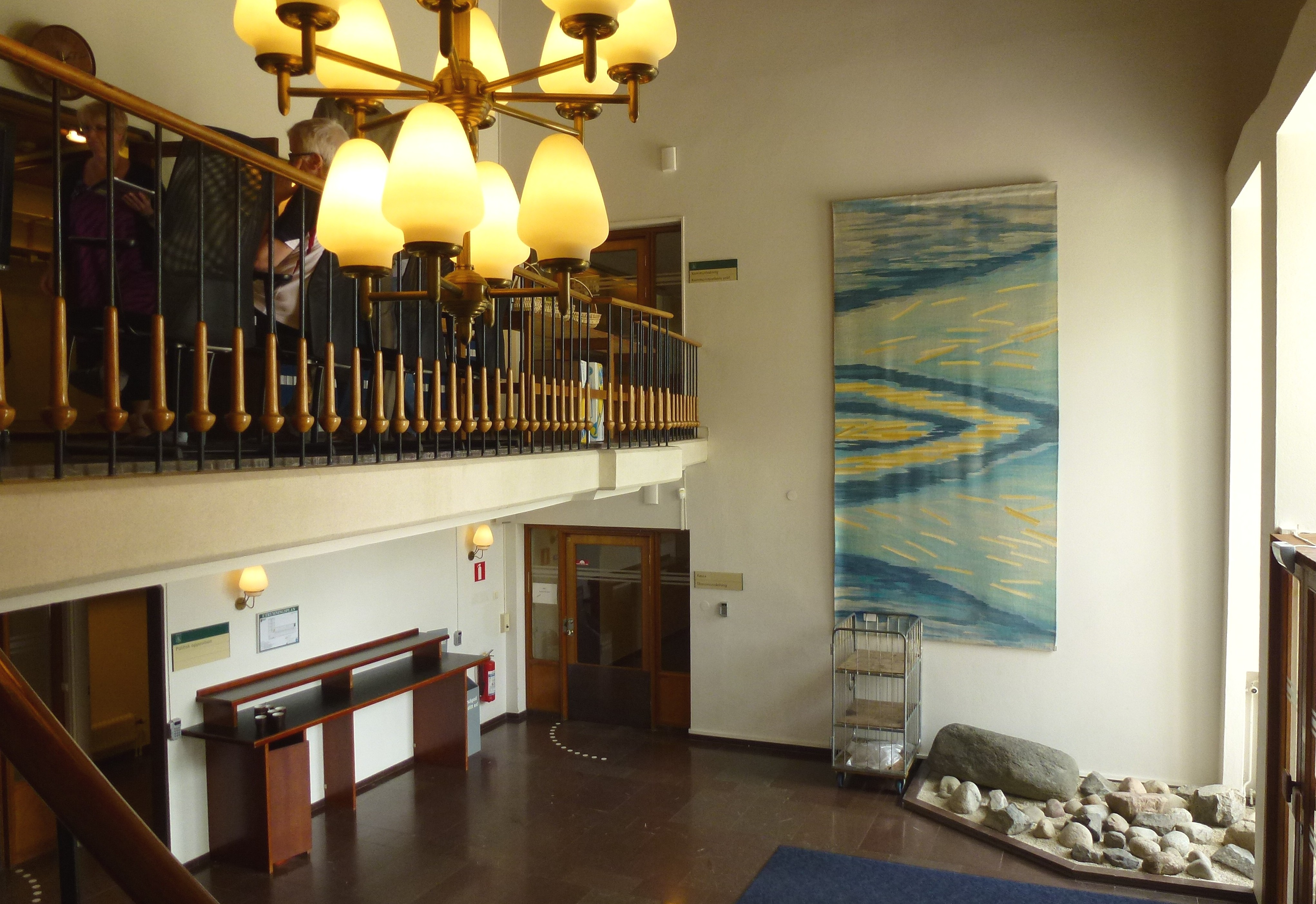
Trapphuset med huvudtrappan
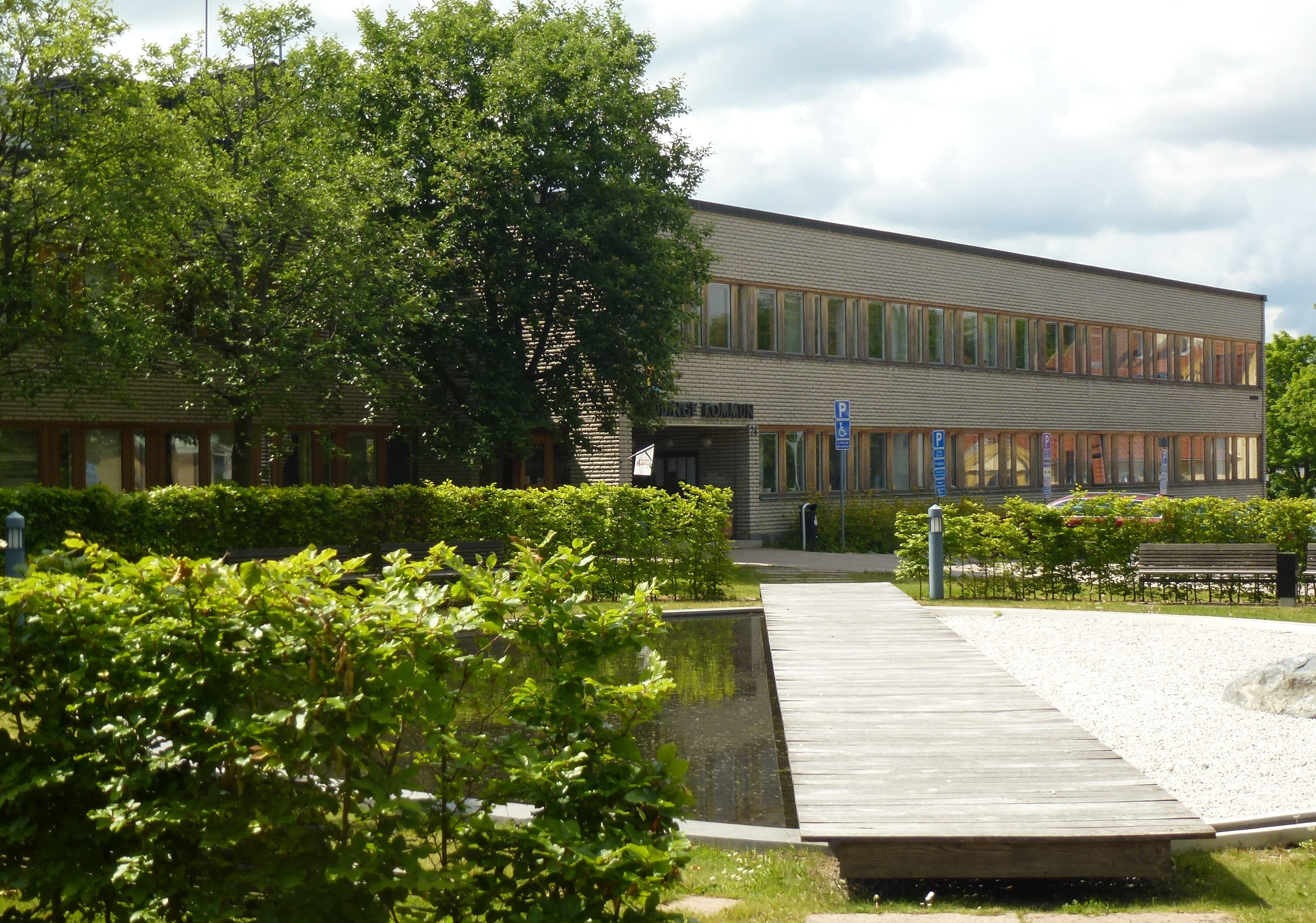
Tillbyggnaden från 1960-talet
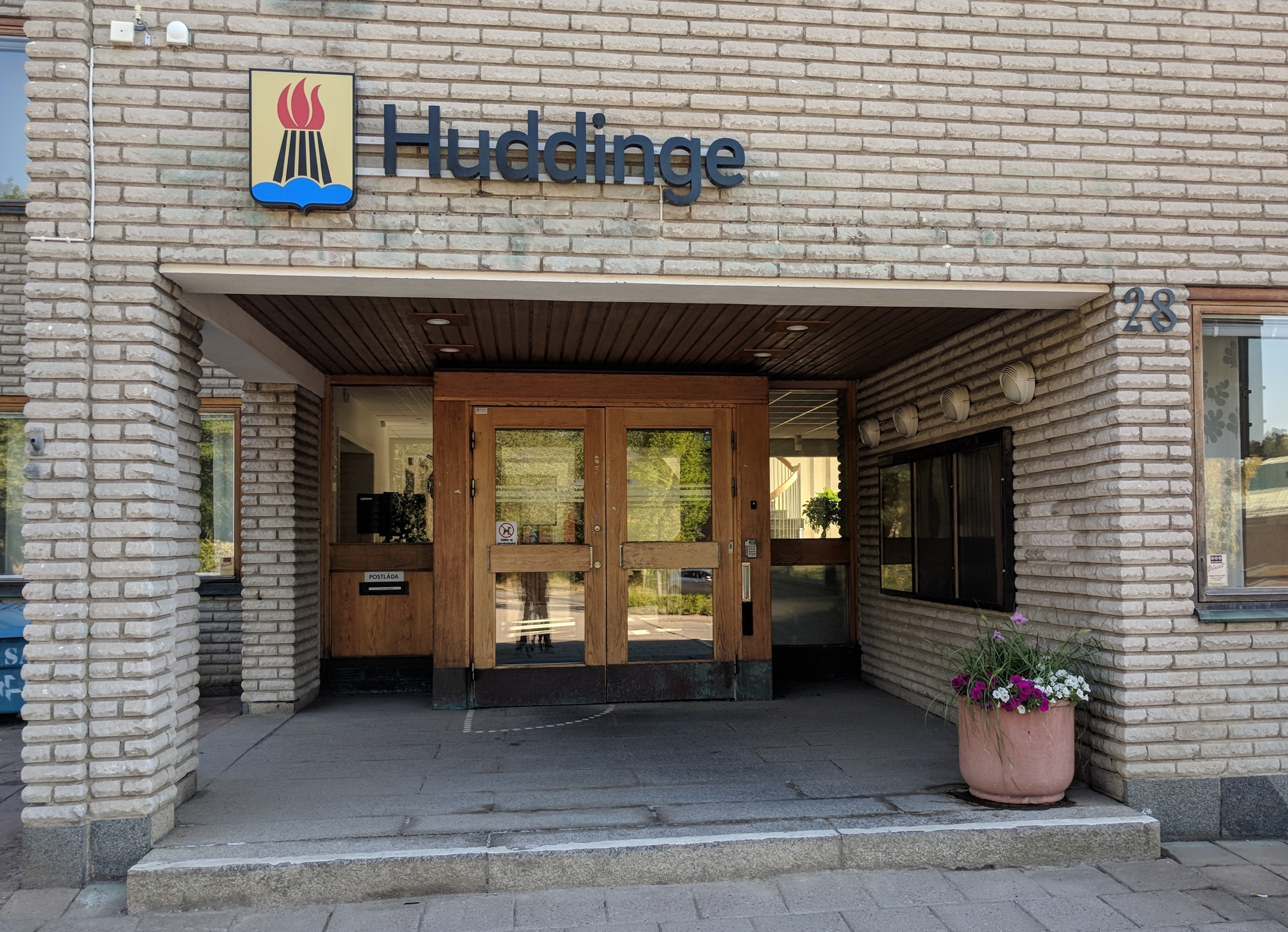
Entrén till kommunförvaltningen